# Kofaktor (matematika)
Kofaktor (oznaka {\displaystyle C_{ij}\,} za element {\displaystyle a_{ij}\,} matrike {\displaystyle A\,}) (tudi adjunkt ali adjunkta) je v linearni algebri poddeterminanta s predznakom. Uporablja se za izračun vrednosti determinant in obratnih matrik. Vsakemu elementu {\displaystyle (i,j)\,} matrike lahko pripišemo kofaktor. Kofaktor je vrednost poddeterminante s predznakom. 

## Poddeterminanta in kofaktor
Elementu {\displaystyle a_{ij}\,}, ki pripada matriki {\displaystyle A\,}, lahko pripišemo poddeterminanto {\displaystyle M_{ij}\,} tako, da izbrišemo i-tovrstico in j-ti stolpec. 
Če je {\displaystyle i+j\,} parno število, je kofaktor {\displaystyle C_{ij}\,} enak poddeterminanti:
{\displaystyle C_{ij}=M_{ij}.\,}
Če pa je {\displaystyle i+j\,} liho število, je enak nasprotni vrednosti poddeterminante
{\displaystyle C_{ij}=-M_{ij}.\,}
V splošni obliki to lahko zapišemo kot
{\displaystyle C_{ij}=(-1)^{i+j}M_{ij}\,}
kjer je
- {\displaystyle C_{ij}\,} kofaktor elementa {\displaystyle a_{ij}\,}
- {\displaystyle M_{ij}\,} poddeterminanta  elementa {\displaystyle a_{ij}\,}.

## Primer
Če imamo matriko
{\displaystyle B={\begin{bmatrix}b_{11}&b_{12}&b_{13}\\b_{21}&b_{22}&b_{23}\\b_{31}&b_{32}&b_{33}\\\end{bmatrix}}}
in želimo poiskati kofaktor {\displaystyle C_{23}\,}. V tem primeru dobimo poddeterminanto {\displaystyle M_{23}\,} zgornje matrike, če odstranimo 2. vrstico in 3. stolpec je
{\displaystyle M_{23}={\begin{vmatrix}b_{11}&b_{12}&\Box \\\Box &\Box &\Box \\b_{31}&b_{32}&\Box \\\end{vmatrix}}}
Kjer je z {\displaystyle \Box \,} označen element, ki ga brišemo.
To nam da {\displaystyle M_{23}={\begin{vmatrix}b_{11}&b_{12}\\b_{31}&b_{32}\\\end{vmatrix}}=b_{11}b_{32}-b_{31}b_{12}}
Iz tega sledi, da so kofaktorji enaki
{\displaystyle \ C_{23}=(-1)^{2+3}(M_{23})}
{\displaystyle \ C_{23}=(-1)^{5}(b_{11}b_{32}-b_{31}b_{12})}
{\displaystyle \ C_{23}=b_{31}b_{12}-b_{11}b_{32}.}.

## Razvoj determinante
Če imamo matriko {\displaystyle n\times n\,} z elementi
{\displaystyle A={\begin{bmatrix}a_{11}&a_{12}&\cdots &a_{1n}\\a_{21}&a_{22}&\cdots &a_{2n}\\\vdots &\vdots &\ddots &\vdots \\a_{n1}&a_{n2}&\cdots &a_{nn}\end{bmatrix}}} ,
lahko vrednost pripadajoče determinante izračunamo z razvojem po j-tem stolpcu:
{\displaystyle \ \det(A)=a_{1j}C_{1j}+a_{2j}C_{2j}+a_{3j}C_{3j}+...+a_{nj}C_{nj}}
Lahko pa jo izračunamo tudi z razvojem po i-ti vrstici
{\displaystyle \ \det(A)=a_{i1}C_{i1}+a_{i2}C_{i2}+a_{i3}C_{i3}+...+a_{in}C_{in}}

## Matrika kofaktorjev
Matrika kofaktorjev matrike {\displaystyle A\,} z {\displaystyle n\times n\,} je matrika, ki ima za elemente kofaktorje {\displaystyle C_{ij}\,}. 
Primer: matrika
{\displaystyle A={\begin{bmatrix}a_{11}&a_{12}&\cdots &a_{1n}\\a_{21}&a_{22}&\cdots &a_{2n}\\\vdots &\vdots &\ddots &\vdots \\a_{n1}&a_{n2}&\cdots &a_{nn}\end{bmatrix}}}
ima naslednjo matriko kofaktorjev
{\displaystyle C={\begin{bmatrix}C_{11}&C_{12}&\cdots &C_{1n}\\C_{21}&C_{22}&\cdots &C_{2n}\\\vdots &\vdots &\ddots &\vdots \\C_{n1}&C_{n2}&\cdots &C_{nn}\end{bmatrix}}}
kjer je
- {\displaystyle C_{ij}\,} kofaktor elementa {\displaystyle a_{ij}\,}.

## Adjungirana matrika
Adjungirana matrika se uporablja za določanje obratne matrike {\displaystyle A\,}.
{\displaystyle \mathbf {A} ^{-1}={\frac {1}{\det \mathbf {A} }}{\mbox{adj}}(\mathbf {A} )}.
Adjungirana matrika je matrika  kofaktorjev, ki smo jo transponirali.
Primer:

Matrika kofaktorjev 
{\displaystyle {\begin{bmatrix}C_{11}&C_{12}&\cdots &C_{1n}\\C_{21}&C_{22}&\cdots &C_{2n}\\\vdots &\vdots &\ddots &\vdots \\C_{n1}&C_{n2}&\cdots &C_{nn}\end{bmatrix}}},
ki jo transponiramo je
{\displaystyle \mathrm {adj} (A)={\begin{bmatrix}C_{11}&C_{21}&\cdots &C_{n1}\\C_{12}&C_{22}&\cdots &C_{n2}\\\vdots &\vdots &\ddots &\vdots \\C_{1n}&C_{2n}&\cdots &C_{nn}\end{bmatrix}}.}
kjer je 
- {\displaystyle \mathrm {adj} (A)\,}  adjungirana matrika matrike {\displaystyle A\,}.